# Ōmiya-ku (Saitama)
Ōmiya (大宮区 Ōmiya-ku?) es un barrio de la ciudad de Saitama. Hasta el 1 de mayo de 2001 fue una ciudad de la prefectura de Saitama, Japón. En esa fecha tanto la ciudad de Ōmiya como las ciudades de Urawa y Yono se fusionaron para conformar la nueva ciudad de Saitama. El área original de la ciudad de Ōmiya ahora comprende además del barrio de Ōmiya, los barrios de Kita, Minuma y Nishi.

Ubicación de Ōmiya-ku en la ciudad de Saitama.

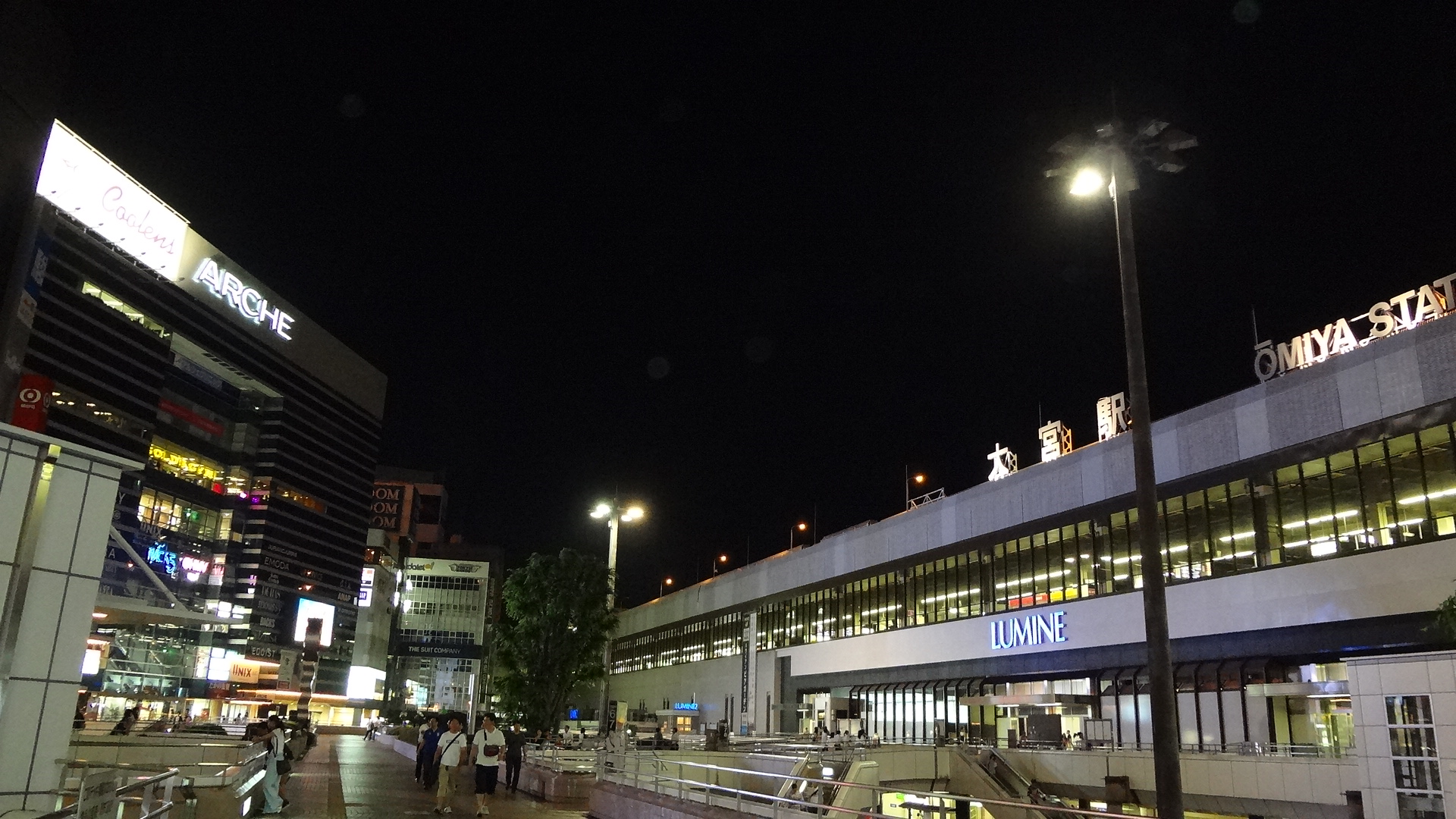
Vista nocturna del barrio, junto con la Estación Ōmiya (derecha)

El barrio es uno de los centros más activos del comercio y negocios en la prefectura. También es conocido por existir una gran cantidad de viveros de bonsái.

## Historia
Literalmente se llama "gran templo sintoísta", nombrado así por el Santuario Hikawa. El pueblo de Ōmiya se fundó en 1899, después en la década de 1940 una serie de villas adyacentes se fundieron con el pueblo y formaron la ciudad de Ōmiya. En el 2001 la ciudad deja de existir y se fusiona para convertirse en la ciudad de Saitama.